# Államok vezetőinek listája 44-ben
Ezen az oldalon az i. sz. 44-ben fennálló államok vezetőinek névsora olvasható földrészek, majd országok szerinti bontásban.

## Európa
- Boszporoszi Királyság
  - Király: III. Mithridatész (41–44/45)
- Britannia
  - Catuvellaunusok
    - Király: Caratacus (42–51)
- Dák Királyság
  - Király: Scorilo – (30–70)
- Odrüsz Királyság
  - Király: III. Rhoimetalkész (38–46)
- Római Birodalom
  - Császár: Claudius (41–54) 
    - Consul: Caius Sallustius Crispus Passienus
    - Consul: Titus Statilius Taurus
    - Consul suffectus: Publius Calvisius Sabinus Pomponius Secundus

  - Britannia provincia
    - Legatus: Aulus Plautius (43–47)

## Ázsia
- Anuradhapura
  - Király: Ilanákan (38–44)
  - Király: Csandamukha (44-52)
- Armenia
  - Király: Mithridatész (42–51)
- Atropaténé
  - Király: Vonónész (12-51)
- Elümaisz
  - Király: I. Oródész (25-50)
- Hsziungnuk
  - Sanjü: Jü (18-46)
- Ibériai Királyság
  - Király: I. Pharaszmanész (1–58)
- India
  - Indo-pártus Királyság
    - Király: Gondopharész (20–50)

  - Indo-szkíta Királyság
    - Király: Aszpavarma (15–45)
- Japán
  - Császár: Szuinin (i. e. 29–70)
- Kína (Han-dinasztia)
  - Császár: Han Kuang Vu-ti (25–57)
- Kommagéné
  - Király: IV. Antiokhosz (38–72)
- Korea
  - Pekcse
    - Király: Taru (29–77)

  - Kogurjo
    - Király: Temusin (18–44)
    - Király: Mindzsung (44–48)

  - Silla
    - Király: Juri (24–57)

  - Kaja államszövetség
    - Király: Szuro (42–199?)
- Kusán Birodalom
  - Király: Kudzsula Kadphiszész (30-80)
- Nabateus Királyság
  - Király: II. Malikhosz (40–70)
- Oszroéné
  - Király: V. Abgar (13-50)
- Pártus Birodalom
  - Nagykirály: I. Vardanész (38–45)
  - Nagykirály (ellenkirály: II. Gotarzész (38–51)
- Pontoszi Királyság
  - Királynő: II. Polemón (38-64)
- Római Birodalom
  - Iudaea
  - Király: I. Heródes Agrippa (39–44)
  - Procurator: Cuspius Fadus (44–46)
  - A szanhedrin vezetője: I. Gamáliel (9–50)
  - Főpap:
  - Főpap: Elioneosz ben Simon (43–44)
  - Főpap: Jonathan ben Ananiás (36-37/44)
  - Főpap: Josephosz ben Kamidosz (44–46)
  - Syria provincia
    - Praefectus: Caius Vibius Marsus (42–44)
    - Praefectus: Caius Cassius Longinus (44–49)

## Afrika
- Római Birodalom
  - Aegyptus provincia
    - Praefectus: Marcus Heius (42–45)
- Kusita Királyság
  - Kusita uralkodók listája

## Fordítás
- Ez a szócikk részben vagy egészben  a   Liste der Staatsoberhäupter 44 című német Wikipédia-szócikk ezen változatának fordításán alapul.  Az eredeti cikk szerkesztőit annak laptörténete sorolja fel. Ez a jelzés csupán a megfogalmazás eredetét és a szerzői jogokat jelzi, nem szolgál a cikkben szereplő információk forrásmegjelöléseként.